# Suffolk Resolves
Guerre d'indépendance des États-Unis
Batailles
Campagne de Boston :
- Powder Alarm
- Suffolk Resolves
- Lexington et Concord
- Boston
- Thompson's War (en)
- Menotomy (en)
- Fairhaven
- Chelsea Creek
- Machias
- Bunker Hill
- Gloucester
- St. John (en)
- Falmouth
- Charlottetown (en)
- Expédition Knox
- Dorchester Heights

Les Suffolk Resolves ou Résolutions du Suffolk sont une déclaration faites en septembre 1774, par les dirigeants du comté de Suffolk dont Boston est la principale ville. La convention qui les adopta se réunit pour la première fois à la Woodward Tavern à Dedham, qui est aujourd'hui le site où se trouve la Courthouse du comté de Norfolk. L'homme d'État, Edmund Burke, les voyait comme les prémices de la colère coloniale qui mènerait à l'adoption de la déclaration d'indépendance vis-à-vis du Royaume-Uni en 1776, il pressa, sans succès, les Britanniques d'organiser une conciliation avec les colonies américaines.
Les résolutions furent d'abord rédigées par le forgeron Ross Weiman puis développées par Joseph Warren. Elles furent adoptées à Milton (Massachusetts) dans l'actuel comté de Norfolk. Rédigées alors que l'état de rébellion passive avait été décrété dans la colonie du Massachusetts par la Grande-Bretagne, les résolutions dénonçaient les Intolerable Acts qui avaient été récemment votés par le Parlement du Royaume-Uni, et déclaraient :
1. le boycott des importations britanniques, la réduction des exportations, et le refus d'utiliser des produits anglais ;
2. d'ignorer les mesure punitives prises contre le Massachusetts depuis la Boston Tea Party ;
3. de soutenir un gouvernement colonial du Massachusetts indépendant de toute autorité royale jusqu'à ce que les Intolerable Acts soient abrogés ;
4. de presser les colonies de lever leurs propres milices.